# Rhopalosiphoninus calthae
Rhopalosiphoninus calthae är en insektsart som först beskrevs av Koch 1854.  I den svenska databasen Dyntaxa används istället namnet Pseudorhopalosiphoninus calthae. Enligt Catalogue of Life ingår Rhopalosiphoninus calthae i släktet Rhopalosiphoninus och familjen långrörsbladlöss, men enligt Dyntaxa är tillhörigheten istället släktet Pseudorhopalosiphoninus och familjen långrörsbladlöss. Arten är reproducerande i Sverige. Inga underarter finns listade i Catalogue of Life.